# آرتور آیدینیان
آرتور «هاروتیون» مکرتچی آیدینیان (ارمنی: Արթուր (Հարություն) Մկրտչի Այդինյան؛ زاده ۱۵ اوت ۱۹۲۳ در سالونیک - درگذشته ۲ سپتامبر ۱۹۹۷) یک خواننده اپرا اهل ارمنستان بود.

## زندگی‌نامه
وی در ۱۵ اوت ۱۹۲۳ در سالونیک به دنیا آمد و از کالج دولتی موسیقی رومانوس ملیکیان و کنسرواتوار دولتی کومیتاس ایروان فارغ‌التحصیل گشت. وی برنده جوایزی همچون هنرمند مردمی ارمنستان شوروی شد. وی در ۲ سپتامبر ۱۹۹۷ در سن ۷۴ سالگی در اودسا درگذشت.

## جستارهای ویژه
- فهرست خوانندگان ارمنی